# Kalist III.
Kalist III. (31. prosinca 1378., Xativa - 6. kolovoza 1458., Rim), rođen kao Alfonso Borgia, papa od 8. travnja 1455. do 6. kolovoza 1458. godine.

## Životopis

### Raniji život
Alfonso Borgia rođen je 31. prosinca 1378. u malom španjolskom gradiću Xativi blizu Valencije. Njegov otac bio je mali zemljoposjednik koji je htio postati plemić. Ipak, imali su dovoljno novca da Alfonso može studirati pravo i postati odvjetnik, što mu je omogućilo ugodan život. Bio je toliko uspješan da ga je primijetio sam kralj Kraljevine Aragonije, Alfons V., pa je postao njegov povjerljivi savjetnik. U to vrijeme još su postojali protupape, pa ga je kralj poslao da priopći protupapi Klementu VIII. da povlači svoju potporu i da će je dati legitimno izabranom papi Martinu V. Papa je bio toliko zadovoljan s time da ga je 1429. imenovao biskupom Valencije, jednim od najmoćnijih velikaša u kraljevstvu, što je bio velik uspjeh s obzirom na to da Borgia nije imao pozadine u Katoličkoj Crkvi. Papa Eugen IV. proglasio ga je 1444. kardinalom.

### Izbor za papu
Nakon što je papa Nikola V. umro 24. ožujka 1455., održana je konklava. Kao kompromis između moćnih dinastija Orsini i Colonna, koje su obje imale svog kandidata, za papu je nakon četiri dana, 8. travnja, izabran Alfonso Borgia. Smatralo se i da neće dugo biti papom jer je već imao sedamdeset i sedam godina. Uzeo je ime Kalist, postavši treći papa u povijesti s tim imenom.

### Pontifikat
Kao papa bio je zabrinut za budućnost kršćanske Europe protiv invazije Osmanskog Carstva. Dvije godine prije, 1453., sultan Mehmed II. Osvajač osvojio je Konstantinopol. Iako je Nikola V. učinio sve, Europa nije učinila ništa da zaustavi islamske horde koje su osvajale Europu i prijetile njezinim uništenjem. Još dok je bio kardinal, Kalist je pokazivao zanimanje za događanja u jugoistočnoj Europi, pa je odlučio poduzeti nešto da zaustavi osmanska osvajanja. Poslao je nuncije europskim kraljevima s porukom da zaborave svoje nesuglasice i svađe te da se ujedine u borbi protiv islama koji prijeti cijeloj Europi. Misionari su poslani u Kraljevinu Englesku, Kraljevinu Francusku, Sveto Rimsko Carstvo, Kraljevinu Ugarsku, Portugalsko Kraljevstvo i Kraljevinu Aragoniju s ciljem da se propovijedaju križarski ratovi, da se unovače dragovoljci spremni ići u rat za obranu svetih katoličkih ciljeva, da se ubire porez za potporu hrabrim ratnicima i da se organiziraju molitve za uspjeh kršćanske vojske. Prema Kalistovoj naredbi crkvena zvona su zvonila u podne da podsjete vjernike da se mole za uspjeh osloboditeljskog rata i bitke protiv zlih osvajača. Humanisti, liberali i umjetnici su se pobunili protiv Kalista, žaleći za danima Nikole V. Novac namijenjen za uljepšavanje Rima dobili su generali, koji su njime nabavljali streljivo.
Međutim, europski kraljevi su bili spori u odgovoru papi. Rimsko-njemački kralj Fridrik III. odbio se pridružiti pokretu zbog svojeg sukoba s Ladislavom V. Posmrtnim, ugarsko-hrvatskim i češkim kraljem, a biskupi i velikaši su se protivili skupljanju poreza za križare. Kraljevina Engleska i Kraljevina Francuska vodile su Stogodišnji rat pa nisu htjele oslabiti svoje vojne postrojbe zbog ratova protiv Osmanlija. 
Republika Genova je pristala poslati ratnu mornaricu u Sredozemno more, ali zbog toga ju je napala Kraljevina Aragonija, a Portugal je zbog neuspjeha povukao mornaricu koju je već bio poslao. Srećom za Europu, papin trud nije bio uzalud. Katolička vojska predvođena Jankom Hunjadijem, potaknuta žarom i hrabrošću papinskog legata Carvajala i sv. Ivana Kapistrana, napala je Osmanlije u Beogradu 22. srpnja 1456. i nanijela im jedan od najtežih poraza u njihovoj povijesti. Papa je bio zadovoljan kad je to čuo, nadajući se da će to ohrabriti kraljeve da mu pruže pomoć. Nunciji su poslali vladarima poruke o pobjedi u Beogradskoj bitci, ali srdačne čestitke bile su njihov jedini odgovor. Na papinu žalost, Hunjadi je uskoro umro od groznice i činilo se da nijedan drugi europski vojskovođa nije dovoljno moćan da spasi Europu od Turaka. Podupirao je i bosanskog kralja Stjepana Tomaševića u borbi protiv Osmanlija.
1457. pokušava papa Kalist nagovoriti cara Fridrika III. na suradnju i pomirbu s Ladislavom V., no te godine Ladislav pogiba, a njegova smrt potakla je sukob tri velika predstavnika dinastije Habsburg: Fridrika III., Alberta VI. i Žigmunda Tirolskog. Jedino u Albaniji je pronađen poglavar, Skenderbeg, koji je uspio odbiti osmanlijske napade i protiv kojeg su svi turski napadi i pokušaji bili uzaludni. Papa ponovno pokušava nagovoriti kraljeve da se ujedine protiv zlih Osmanlija, ali opet ne uspijeva. Dio plemstva podržavalo je Kalista, ali kralj Karlo VI. se usprotivio, a kler je bio užasnut visinom poreza pa je u nekim grofovijama odbio platiti. U Svetom Rimskom Carstvu bila je ista situacija: izborni knezovi i svećenici su odbili plaćati poreze. Kraljevina Engleska je bila usred rata protiv Kraljevine Francuske i Kraljevine Škotske i nije željela oslabiti svoje postrojbe. Aragonsko-genovski rat se nastavio, a Venecija je gledala samo svoju korist. Kraljevina Bohemija upravo je birala novog kralja, a kad je to postao Đuro Podjebradski, bilo mu je važnije pomiriti katolike i husite te sklopiti savez s Fridrikom III., nego ići u križarske ratove. Kraljevina Ugarska je bila utonula u borbu za prijestolje: Vilim Saski i Kazimir IV. Poljski polagali su pravo zbog svojih supruga, ali Mađari ih nisu voljeli. Narodna skupština Mađarske je u Pešti za kralja izabrala Matiju Korvina, ali suparničke stranke su željele vidjeti na prijestolju Fridrika III. Zbog svih tih sukoba Ugarska, koja je bila jedna od najugroženijih država, nije mogla učiniti ništa, kao ni Matija Korvin, koji, premda je htio nastaviti put svoga oca i sudjelovati u ratu, to nije mogao zbog nereda u zemlji i teritorijalnih pretenzija Fridrika III. Skanderbeg se još borio, ali njegove snage su bile premale da učine bilo što osim da obrane Albaniju.
Međutim, Kalist se našao usred sasvim drugog sukoba: kralj Alfons V. je umro. Prema dogovoru, njegov brat Ivan je trebao naslijediti Aragoniju i Siciliju, a njegov je sin Ferdinand, kojeg je Kalist proglasio zakonitim vladarom, trebao naslijediti Napuljsko Kraljevstvo. Međutim, Kalist je odbio to priznati i, kao gospodar tog teritorija, prodao ga kako je želio. To ga je spriječilo da nastavi pokušaje organizacije križarskog rata, ali ga je i udaljilo od aragonske kraljevske obitelji. Njegov ponfifikat obilježio je i nepotizam: dvojicu svojih nećaka je proglasio kardinalima (a jedan od njih je bio Rodrigo Borgia, kasnije papa Aleksandar VI.), a trećeg guvernerom Anđeoske tvrđave i vojvodom od Spoleta. 1458., zadnjih mjeseci svojeg života, papa Kalist III. je ipak shvatio da je većina stvari koju je učinio završila neuspjehom te da treba naći drugi način za borbu protiv osmanskog osvajača. Rehabilitirao je osuđenu krivovjerku Ivanu Orleansku, koju je osudio engleski crkveni sud jer je ratovala na strani Francuske, i proglasio je nevinom. kanonizirao je i Osmunda, biskupa Salisburyja, dovršivši taj postupak nakon 229 godina. Umro je 6. kolovoza 1458. u Rimu u 80. godini života, ostavljajući za sobom veliku svotu novca.

## Ocjena
Papa Kalist III. je jedan od najsloženijih papa u povijesti Katoličke Crkve. Bio je čovjek koji je živio za ideale; bio je nesumnjivo hrabar, energičan i pobožan. Shvaćao je opasnost koja je prijetila kršćanskoj Europi od islamskih osvajača i htio je ujediniti europske vladare u bitci protiv zla; pa ako i nije uspio, krivnja ne smije pasti na papu, nego na kraljeve, koji su zbog svoje sebičnosti, pohlepe i osobnih sukoba zapostavili moralne i kršćanske ciljeve. Bio je nepotist, ali u ono doba to nije bilo ništa čudno; dapače, smatralo se da se treba pobrinuti za članove obitelji. Osim toga, s obzirom na moć koju je papa tada imao, on se s pravom nije mogao pouzdati u vladare, pa su mu jedini provjereni ljudi ostali članovi obitelji. Njegova energija bila je previše usmjerena na Osmanlije, a njegova odluka da se novac upotrijebi za vojsku učinio je humaniste i liberale njegovim neprijateljima. Ipak, uložio je mnogo novca u uljepšavanje Vatikana i očuvanje njegovog blaga. Zaslužan je i za rehabilitaciju Ivane Orleanske, koja je mogla biti kanonizirana upravo zbog njegovog djelovanja. Smatran je slabim i neuspješnim, ali je bio vrlo star i slaba zdravlja (bolovao je od gihta). Rimljani ga nisu voljeli, smatrajući da premalo novca troši na uljepšavanje grada (to je bilo doba renesanse).

## Unutarnje poveznice
- Alfons V. Aragonski

- Borgia

- Biskupija Valencia

- Aleksandar VI.

## Vanjske poveznice
- Hrvatska enciklopedija: Kalist III.

- Encyclopedia Britannica: Papa Kalist III.

- Catholic Encyclopedia: Papa Kalist III.

- Papal Artifacts: Papa Kalist III.

### Ostali projekti
|  | Zajednički poslužitelj ima stranicu o temi Kalist III.    |
|  | Zajednički poslužitelj ima još gradiva o temi Kalist III. |